# 1946
Évszázadok: 19. század – 20. század – 21. század
Évtizedek: 1890-es évek – 1900-as évek – 1910-es évek – 1920-as évek – 1930-as évek – 1940-es évek – 1950-es évek – 1960-as évek – 1970-es évek – 1980-as évek – 1990-es évek
Évek: 1941 – 1942 – 1943 – 1944 –  1945 – 1946 – 1947 – 1948 – 1949 – 1950 – 1951

## Események

### Január
- január 1. – Japánban közzéteszik a császári szózatot, amelyben Hirohito deklarálja, hogy „nem isten, hanem ugyanolyan emberi lény, mint a többi japán”, és hogy együtt kíván szorgoskodni a néppel az ország újjáépítésében. (Ezt követően megkezdte látogatásait szerte az országban, közvetlen kapcsolatba kerülve a néppel, ami korábban elképzelhetetlen volt. Így alakult ki a „szimbolikus császárság” intézménye.)[1]
- január 2. – Budapesten a jégzajlás elszakítja az úgynevezett Sziget-utcai pontonhidat.
- január 3. – Törvényt hoznak Lengyelországban a nagyipar, a bankok, a közlekedés és a távközlés-posta államosításáról.[2]
- január 8. – Belgrádban megfosztják trónjától II. Péter királyt, és kikiáltják a Jugoszláv Köztársaságot.
- január 10.
  - Megkezdi első közgyűlését az Egyesült Nemzetek Szervezete (ENSZ) Londonban.
  - A népbíróság által golyó általi halálra ítélt volt magyar miniszterelnökön, Bárdossy Lászlón végrehajtják a halálos ítéletet a Markó utcai fegyház (ma: Fővárosi Büntetés-végrehajtási Intézet) udvarán.[3]
- január 11. – Az újvidéki vérengzésért felelős Grassy Józsefet és Zöldy Mártont a népbíróság halálra ítéli. (Kiadásuk után, 1946 őszén Jugoszláviában végezték ki őket, miként Feketehalmy-Czeydner Ferenc tábornokot is.)[3]
- január 12. – Lengyelországot az ENSZ Biztonsági Tanácsa (ENSZ BT) nem állandó tagjává választják.[2]
- január 15. – Prágában megkezdi tevékenységét a protektorátus kormányának tagjai és a fasiszta szervezetek vezetői fölött ítélkező csehszlovák nemzeti bíróság.[4]
- január 18. – Ünnepélyesen megnyitják a Pestet Budával elsőként összekötő Kossuth hidat.
- január 19. – Megkezdődik a magyarországi németek elhurcolása Németországba.
- január 20.
  - Franciaországban a Charles de Gaulle vezette kormány lemond.[5]
  - Szlovákiában megalakul a Munkapárt, mely ez év októberében szociáldemokrata párttá alakul át.[4]
- január 24.
  - Tildy Zoltán magyar miniszterelnök benyújtja a köztársasági államformáról szóló törvényjavaslatot.
  - Az ENSZ közgyűlése Londonban egyhangúlag elfogadta az atomerőnek nemzetközi bizottság alá helyezését.
- január 25. – A csehszlovákiai Mariánské Lázněből (korábban Marienbad) elindul a kitelepítendő németek első transzportja Németország amerikai megszállta övezetébe.[4]
- január 31.
  - Bevezetik az első szocialista alkotmányt Jugoszláviában. (Az ország 6 tagköztársaságból álló föderatív népköztársaság. Szerbián belül a Vajdaság autonóm tartomány, Koszovó autonóm terület.)[6]

### Február
- február 1.
  - A nemzetgyűlés elfogadja az 1946. évi I. törvénycikket, az úgynevezett „kisalkotmányt”, mely államjogi és politikai szempontból egyaránt alapvető változásokat eredményezett Magyarországon. (Az államforma megszűnt királyság lenni, s megszűnt az államfői jogok gyakorlására lényegében ideiglenesen életre hívott testület, a Nemzeti Főtanács. Az államforma köztársaság lett és létrejött a köztársasági elnöki intézmény.)[7]
  - A magyar nemzetgyűlés Tildy Zoltánt köztársasági elnökké választja meg.[8]
  - A jugoszláv nemzetgyűlés Josip Broz Tito miniszterelnöki kinevezését véglegesíti.
- február 4.
  - Nagy Ferenc kormányt alakít a köztársasági elnök, Tildy Zoltán felkérésére.[9]
  - A Népbíróságok Országos Tanácsának (NOT) dr. Bojta Béla vezette tanácsa – az első fokon kiszabott halálos ítéletet jóváhagyja, azzal a változtatással, hogy – másodfokon golyó általi halálra ítéli Imrédy Bélát.[10]
- február 5. – Az USA és az Egyesült Királyság elismeri a Groza-kormányt és helyreállítja a diplomáciai kapcsolatokat Romániával.
- február 6. – Az ENSZ BT kinyilvánítja, hogy a brit csapatok Görögországi jelenléte nem veszélyezteti a világbékét.[11]
- február 6. – Bay Zoltán, az Egyesült Izzólámpa és Villamossági Rt. műszaki igazgatója és laboratóriumvezetője, valamint munkatársai sikeres Hold-radar-kísérletet hajtanak végre: saját fejlesztésű radarberendezéssel sikerül kimutatniuk a Holdra sugárzott rádióhullámok visszaverődését az égitest felszínéről.
- február 10. – Csehszlovák-magyar tárgyalások a lakosságcseréről. (A csehszlovák fél hajthatatlansága és zsaroló magatartása meghátrálásra kényszeríti a magyar küldöttséget.)[4]
- február 16. – A potsdami értekezlet döntéseinek értelmében az Egyesült Repatriációs Bizottság brit és lengyel tagjai megállapodnak a lengyelországi németek kitelepítésének módjáról.[12]
- február 22. – Magyarország az USA kormányától 10 millió dollár kölcsönt kap, a megmaradt világháborús hadianyagok felvásárlása mellett.[11]
- február 23. – Nagy Ferenc miniszterelnök kinevezi Dobi Istvánt földművelési miniszterré, B. Szabó Istvánt államminiszterré.
- február 24. – Argentínában a szélsőjobboldali Juan Domingo Perón győz a választásokon, diktatúrát vezet be. Argentína az európai „fasiszták” és nácik menedékhelyévé válik.
- február 26. – A spanyol-francia határt lezáratja a francia kormány.
- február 27.
  - A Szovjetunió és Mongólia új barátsági és kölcsönös segítségnyújtási szerződést, továbbá gazdasági és kulturális együttműködési megállapodást ír alá.
  - Budapesten megállapodást írnak alá a kölcsönös csehszlovák–magyar lakosságcseréről.[4]
- február 28.
  - A népbírósági tárgyalás során másodfokon golyó általi halálra ítélt Imrédy Béla volt miniszterelnökön végrehajtják az ítéletet.[3]
  - Az ideiglenes csehszlovák nemzetgyűlés törvényerőre emeli az elnöki dekrétumokat.[13]

### Március
- március 2. – A Szálasi-kormány nyilaspárti földművelési miniszterét, Pálffy Fidélt kivégzik a népbírósági ítéletnek megfelelően.
- március 5.
  - Winston Churchill fultoni beszéde: „A Balti-tenger melletti Stettintől az Adriai-tenger mentén fekvő Triesztig vasfüggöny ereszkedik le a kontinensre…”[14]
  - Magyarországon megalakul a Baloldali Blokk.[7]
- március 6. – A vietnámi vezetés hozzájárul ahhoz, hogy a francia csapatok visszatérjenek Tonkinba (vietnámi–francia megállapodás).[1]
- március 8. – A kolozsvári népbíróság megkezdi a tárgyalásokat az ippi, ördögkuti, szentgotthárdi, bánffyhunyadi, szilágynagyfalusi, oroszfalvi gyilkosságok ügyében.[15]
- március 11. – Juho Kusti Paasikivit Finnország elnökévé választják.
- március 12.
  - Végrehajtják a Szálasi-kormány tagjain a népbíróság halálos ítéletét. (Szálasi Ferenc, Vajna Gábor, Beregfy Károly kötél általi, Rajniss Ferenc golyó általi halált hal.)
  - A kisgazdapárt 20 nemzetgyűlési képviselőjét kizárják a pártból.[7]
  - A nemzetgyűlés megtárgyalja és elfogadja a demokratikus államrend és köztársaság büntetőjogi védelméről szóló törvényjavaslatot.[7]
- március 13. – Joszif Visszarionovics Sztálin moszkvai nyilatkozatában veszélyesnek titulálja Winston Churchill fultoni beszédét, és elítéli.
- március 16. – A Szovjetunió átalakítja kormányzási struktúráját. A népbiztosok tanácsa minisztériummá alakul, a népbiztosok pedig ezen túl miniszterek lesznek.
- március 19. – Kivégzik a Szálasi-kormány volt nyilas miniszterelnök-helyettesét, Szöllősi Jenőt, a korábbi külügyminisztert, Kemény Gábort és Csia Sándort, a kormányzótanács tagját.
- március 22. – A népbíróság halálra ítéli Sztójay Döme volt miniszterelnököt.
- március 23. – A népbíróság életfogytiglani fegyházra ítéli Hóman Bálint egykori vallás- és közoktatásügyi minisztert, majd a kőbányai Gyűjtőfogház Kisfogházába szállítják. (Az augusztus 17-ei fellebbviteli tárgyaláson a Népbíróságok Országos Tanácsa megerősíti az életfogytiglani fegyházra ítélést.)[16]
- március 28–31. – Prágában lezajlik a Csehszlovák Kommunista Párt VIII. Kongresszusa.[13]
- március 29.
  - Megalakul a Magyar-Szovjet Légiforgalmi Rt, a Malév elődje.
  - Végrehajtják a népbíróság halálos ítéletét a deportálásokért felelős két egykori belügyi államtitkáron, Baky Lászlón és dr. Endre Lászlón.[3]
- március 30. – A Demokrata Párt és Andrej Hlinka egykori Szlovák Néppártja reprezentánsai között megállapodás jön létre, miszerint a Néppárt potenciális támogatói a közelgő választásokon a Demokrata Pártra szavaznak, az pedig felvállalja érdekeik képviseletét.[13]

### Április
- április 1. – Szlovákiában megalakul a Szabadságpárt, melynek elnökévé Vavro Šrobárt választják.[13]
- április 1–3. – Prágában a Csehszlovák Néppárt kongresszusán Jan Šrámeket választják elnökké. (A párt programnyilatkozata a keresztény lakosság képviseletének szándékát hangoztatja.)[13]
- április 6. – Prágában aláírják a 30 millió dollár összegű magyar–csehszlovák jóvátételi egyezményt.[7]
- április 11. – Kivégzik a népbíróság által halálra ítélt egykori belügyminisztert, Jaross Andort.[3]
- április 11–12. – Az ideiglenes csehszlovák nemzetgyűlés alkotmánytörvényt fogad el a választások után létrehozandó alkotmányozó nemzetgyűlésről, továbbá törvényt a Magyarországról áttelepülő szlovákok jogi és gazdasági kedvezményezettségéről.[13]
- április 16. – Sztálin Moszkvában tudatja a Nagy Ferenc miniszterelnök vezette delegációval, hogy „Horthyt nem kell bíróság elé állítani”.[3]
- április 17. – Szíria függetlenségét elismerik (Franciaországtól). (Szíria nemzeti ünnepe lesz április 17.)
- április 22. – Megalakul a Német Szocialista Egységpárt.[17]
- április 21. – Az Egyesült Államok elismeri a Tito-kormányt.[6]
- április 23. – A francia „gyámság” kezdete Laoszban. (A laoszi uralkodó személye alá rendelten megújítják az 1945-ben elfogadott egységes Laosz függetlenségi nyilatkozatát.)[1]
- április 25. – Az Egyesült Államok 90 millió dolláros kölcsönt ad Lengyelországnak.[2]
- április 29. – Tokióban összeül a Távol-keleti Nemzetközi Katonai Bíróság.

### Május
- május 1. – A kormány elfogadja az állami és közigazgatási apparátus (1938. évi állapotokhoz képest 10%-os) leépítéséről szóló 5000/1946. M.E. számú rendeletet, mellyel a közalkalmazottakat „A”, „B”, „C” kategóriába osztották. (A végrehajtási utasítás értelmében az „A” a minden tekintetben megbízhatóakat jelentette, a „B” azokat, akik elbocsáthatók, de akit egy éven belül vissza lehet venni, a „C” pedig azokat, akik politikai szempontból megbízhatatlanok, őket el kell bocsátani és semmilyen körülmények között sem lehet visszavenni.)[7]
- május 5. – A Veit Stoss által készített híres krakkói oltárt – melyet a németek a háború idején Németországba vittek – visszaszállítják Krakkóba.[2]
- május 5. – Romániában elkezdődik a nemzetárulási per Ion Antonescu marsall és társai ellen.[18]
- május 9.
  - Lemond III. Viktor Emánuel olasz király, fia II. Umbertó királlyá proklamáltatja magát.
  - Károlyi Mihály hazatér az emigrációból.[19]
- május 11. – Budapesten aláírják a 70 millió dollár összegű magyar–jugoszláv jóvátételi egyezményt.[7]
- május 15.
  - Megalakul az olaszországi autonóm Szicília tartomány.
  - Hamburgban népszavazást tartanak az új alkotmányról, ezzel a brit megszállási zónán belül a város önálló városállammá alakul.
- május 16. – Az ideiglenes csehszlovák nemzetgyűlés törvényt fogad el az egységes csehszlovák szakszervezeti mozgalomról.[13]
- május 26. – Alkotmányozó nemzetgyűlési választások Csehszlovákiában.[13]
- május 29. – Lengyelországban egységesítik a közigazgatást a visszakapott nyugati és északi területeken. (Létrehozzák Olsztyn, Szczecin és Wrocław vajdaságokat.)[2]

### Június
- június 1.
  - Georges Thierry d’Argenlieu admirális kikiáltja Kokinkína Autonóm Köztársaságot, amelynek kormányát egy demokrata párti politikus, Nguyen Van Thiu vezeti.[1]
  - Romániában kivégzik Ion Antonescu marsallt, Mihai Antonescu volt miniszterelnököt és két munkatársukat.[20]
- június 2. Olaszországban a népszavazás a köztársasági államforma mellett dönt, II. Umberto lemond, Enrico De Nicola lesz a köztársasági elnök.
- június 4. – Meghal Simonyi-Semadam Sándor, a második Magyar Királyság harmadik miniszterelnöke.
- június 8. – Szovjet-jugoszláv gazdasági együttműködési szerződés.[6]
- június 9. – Jugoszlávia barátsági és kölcsönös segítségnyújtási szerződést köt Albániával.[6]
- június 17. – A magyarok kitelepítésének előrehaladásával elégedetlen csehszlovák kormány reszlovakizációs rendeletet ad ki, ami szerint azok a szlovákiai magyarok, akik bizonyítani tudják, hogy „elmagyarosított” szlovák elődöktől származnak, ezen túl szlovák nemzetiségűnek vallhatják magukat.[13]
- június 18. – A csehszlovák alkotmányozó nemzetgyűlés alakuló ülésén elnökké a kommunista Antonín Zápotockýt választják.[13]
- június 19.
  - Csehszlovákiában Edvard Benešt ismét köztársasági elnökké választják.[13]
  - Lemond a Zdeněk Fierlinger vezette csehszlovák kormány, az elnök Klement Gottwaldot bízza meg új kormány alakításával.[13]
- június 24. – Prágában az ún. harmadik prágai megállapodás keretében erősen korlátozzák a szlovákiai hatalmi szervek jogkörét, a központi kormánynak messzemenő ellenőrzési és befolyásolási lehetőségeket biztosítva.[13]
- június 26. – Magyarországon államosítják a szénbányákat.[21]
- június 30. – Népszavazás Lengyelországban a szenátus megszüntetéséről, az új lengyel alkotmányról és az ország új nyugati határairól.[2]

### Július
- július 2. – Csehszlovákiában Klement Gottwald alakít kormányt.[13]
- július 4.
  - A Fülöp-szigetek elnyeri függetlenségét.
  - A kielcei antiszemita pogrom és lincselés. (A kelet-lengyelországi városban történt pogrom vérváddal indult, és ami 45 zsidó lengyel állampolgár halálával végződött.)[22]
- július 8. – Gottwald csehszlovák kormányfő a nemzetgyűlés elé terjeszti az új országépítő programot, az ún. kétéves tervet.[13]
- július 10. – Világrekordot dönt a magyar infláció: 348,46%-os pénzromlás következett be ezen a napon, az árak 11 óra alatt a duplájukra nőttek.
- július 10–16. – A csetnik vezetők pere Belgrádban. (Draža Mihailovićot halálra ítélik, és 17-én végre is hajtják az ítéletet.)
- július 18. – Jugoszláviában törvényt fogadnak el a tsz-ek megalakításáról.
- július 22. – Az Irgun nevű zsidó jobboldali földalatti mozgalom felrobbantja a jeruzsálemi Dávid király szálló egyik szárnyát. (A merényletnek 91 katona és civil esett áldozatul.)[23]
- július 24. – II. Lajos monacói herceg feleségül veszi Ghislaine Dommanget francia színésznőt.
- július 25. – Az első vízalatti atomrobbantás a Bikini-atollon.
- július 29. – Megkezdődik a párizsi békekonferencia.[24]
- július 31. – Pénzcsere Magyarországon, a pengő megszűnése.

### Augusztus

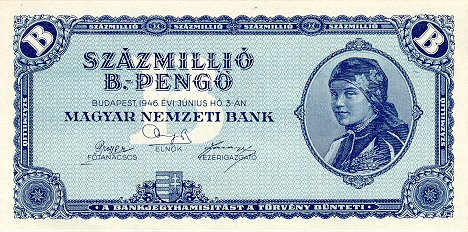
100 millió Bilpengő. A világtörténelem legnagyobb címletű bankjegye a Forint bevezetésének napján

- augusztus 1. – Pénzcsere Magyarországon, a forint bevezetése.[25] (A forint körülbelül 400 kvadrillió régi pengőt ért.)[26]
- augusztus 7. – Magyar–szovjet gazdasági megállapodás alapján Budapest székhellyel megalakul a Magyar-Szovjet Hajózási Rt., a MESZHART. (1955-ben Mahart néven magyar vállalattá alakult.)[27]
- augusztus 22. – Kivégzik Sztójay Dömét a népbíróság által háborús bűnösként halálra ítélt, volt magyar miniszterelnököt.
- augusztus 24. – A népbírósági ítéletnek megfelelően kivégzik a Sztójay-, majd a Szálasi-kabinet két miniszterét, Reményi-Schneller Lajost és Szász Lajost.[3]
- augusztus 30.
  - A brit atonai kormányzat deklarálja Észak-Rajna-Vesztfália és Alsó-Szászország tartományok megalapítását Németország brit megszállási zónájában.
  - A francia katonai kormányzat deklarálja Rajna-vidék-Pfalz tartomány megalakulását Németország francia megszállási zónájában.

### Szeptember
- szeptember 1. – Népszavazás Görögországban, amely helyreállítja a monarchiát. (II. György görög király szeptember 27-én hazatér. A baloldali szervezetek polgárháborút kezdenek (1947. március 12. – 1949. október 16.).)
- szeptember 4. – Bánáss László korábbi apostoli kormányzó kerül a veszprémi püspöki székbe. (Debrecenben szentelik püspökké november 30-án.)
- szeptember 5. – A párizsi békekonferencia román területi és politikai bizottságának ülésén véglegesítik a trianoni határok helyreállítását.[24]
- szeptember 6. – Lengyelországban törvényt hoznak a földreformról; a parasztok 15 hektár szántót vagy 20 hektár legelőt kaphattak.[22] (Az 50 hektáron felüli mezőgazdasági üzemeket kártalanítás nélkül kisajátítják. A kisajátított földet az ún. „állami földalapban” vonják össze, amelyet (kb. 6 millió hektár) 1954-től szétosztanak 1 millió kisbirtokos és paraszt között.)[2]
- szeptember 14. – Magyarországon az életbe lépő 1946. évi XIX. törvénycikk hatályon kívül helyezi azokat a zömmel dualizmus kori jogszabályokat, melyek a munkavállalók (cselédek, napszámosok, kubikosok, erdőmunkások, ipari munkások) egyéni szabadságát, emberi méltóságát és érdekeit sértették.[7]
- szeptember 20–23. – Törvényerőre emelik a 3 éves újjáépítési tervről kiadott rendeletet Lengyelországban.[2]
- szeptember 28. – Miután a görögök megszavazták a monarchia visszaállítását, Damaszkinosz athéni érsek lemond régensi hivataláról.[28]
- szeptember 29. – A Magyar Kommunista Párt III. kongresszusának nyitónapja. (Rákosi Mátyás a kongresszuson – mely október 1-jén ért véget – „Nem a tőkéseknek – a népnek építjük az országot!” jelszóban juttatta kifejezésre az új stratégiát.)[29]
- szeptember 30. – Franciaországban az alkotmányozó nemzetgyűlés megszavazza a negyedik köztársaság alkotmányát.[30]

### Október
- október 1.

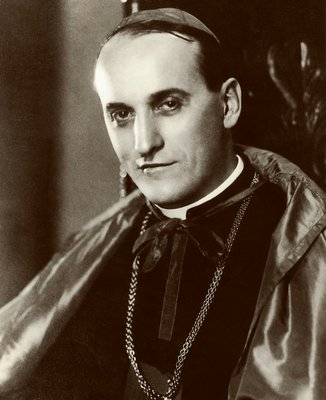
Alojzije Stepinac bíboros, zágrábi érsek

  - Ítéletet hirdetnek a fő háborús bűnösök elleni nürnbergi perben.[31]
  - Nagy-Britanniában megalapítják a Mensát, mely a magas IQ-val rendelkező emberek nemzetközi szervezete.
- október 5. – Gróf Bethlen István, a Magyar Királyság ötödik miniszterelnöke a szovjet Butirszkij börtön kórházában meghal szívbénulásban.
- október 8. – Jugoszláviában rendelet adnak ki arról, hogy a hitelintézeteket, a kommunális bankokat és a takarékszövetkezeteket a Nemzeti Bank keretében össze kell vonni.[32]
- október 9. – A párizsi békekonferencián a keleti blokk ellenszavazata ellenére elfogadják a francia javaslatot Trieszt szabad terület státusáról.[33]
- október 11. – Koncepciós per során – koholt vádak alapján – 16 évre ítélik Blaženi Alojzije Stepinac zágrábi érseket. (Az érsek 1951-től már házi őrizetben.)
- október 13. – Franciaországban népszavazás erősíti meg a negyedik köztársaság alkotmányát.[30]
- október 15. – Hermann Göring a nürnbergi börtön ötös számú cellájában ciánkapszulát harap. (Nem tisztázott, hogy miképpen jutott hozzá.)[34]
- október 16. – Kivégzik a nürnbergi per 10 halálraítélt vádlottját.

### November
- november 1. – Csehszlovákiában hivatalosan bejelentik a német lakosság kitelepítésének befejeződését. (Összesen 2 256 000 főt telepítettek ki.)[13]
- november 3. – Az új japán alkotmány kihirdetése.[1]
- november 11. – Megalakul az első Magyar Csillagászati Egyesület.
- november 14. – Megkezdődik Kolozsváron a földgáz bevezetése.[35]
- november 19.
  - Az ENSZ tagja lesz Afganisztán, Izland és Svédország.
  - Parlamenti választások Romániában.[36]
  - Csehszlovákiában, a köztársasági elnök 88/1945. számú, a kényszermunka tömeges alkalmazását lehetővé tevő dekrétuma alapján 1947. február 25-éig több mint 44 ezer magyart deportálnak Csehországba. (A deportáltak azonnali hatállyal elvesztik minden ingó és ingatlan vagyonukat.)[37]
- november 22. – A francia flotta felhatalmazást kap Haiphong kikötőváros bombázására. (A hatezer polgári áldozatot követő incidens a közel harminc évig tartó háborús korszak nyitányát jelentette.)[1]
- november 25. – A skupština jóváhagyta a jugoszláv népi milícia felállításáról szóló törvényt. (A milícia az állam és a közigazgatási hatóságok végrehajtó szerve.)[33]
- november 28. – Akcióegység-egyezményt köt a Lengyel Munkáspárt és a Lengyel Szocialista Párt, melyben mindkét fél kifejezi a későbbi szervezeti egyesülés szándékát.[2]

### December
- december 1. – Bukarestben Petru Groza megalakítja második kormányát.
- december 2. – Pozsonyban megkezdődik a volt Szlovák Köztársaság háborús bűnökkel vádolt prominens képviselőinek a pere; Jozef Tiso köztársasági elnököt, Alexander Mach belügyminisztert és Ferdinand Durcansky külügyminisztert állítják bíróság elé.[37]
- december 5. – Jugoszláviába életbe lép az államosításról szóló törvény.
- december 8. – A december 1-jei népszavazás eredményeként Németország amerikai megszállási övezetében megalakul a Bajor Szabad állam.
- december 11. – Az UNICEF, az ENSZ gyermekvédelmi szervezetének megalakulása.
- december 19. – A kommunista erők hanoi népfelkelése Francia-Indokínában. (Az indokínai háború kezdete.)[38]
- december 20. – Németország szovjet megszállási övezetében megalakul Türingia tartomány.

## Az év témái

### 1946 a filmművészetben
- René Clément: Harc a sínekért
- Vittorio De Sica: Fiúk a rács mögött
- Alfred Hitchcock: Forgószél
- William Wyler: Életünk legszebb évei

### 1946 az irodalomban
- Alekszandr Fagyejev: Az ifjú gárda (regény)
- Robert Graves: Jézus király (regény)
- Illyés Gyula: Hunok Párizsban (memoár)
- Karinthy Ferenc: Szellemidézés (regény)
- Nikosz Kazantzakisz: Zorbász, a görög (regény)
- Nemes Nagy Ágnes: Kettős világban (versek)
- Pilinszky János: Trapéz és korlát (versek)
- Weöres Sándor: A szerelem ábécéje (versek)

### 1946 a sportban
- Az Újpesti TE nyeri az NB1-et. Ez a klub hetedik bajnoki címe.

### 1946 a táncművészetben
- Megalakul az ország legidősebb, folyamatosan működő amatőr néptáncegyüttese, a szolnoki Tisza Táncegyüttes.

### 1946 a tudományban
- Willard Frank Libby kidolgozza a C-14 radiokarbon kormeghatározási módszert.
- Bay Zoltán radar-visszhangot kap a Holdról
- A polietilén első ipari alkalmazása
- A Xerox-eljárás kidolgozása
- Az első elektronikus nagyszámítógép üzembe helyezése. John Presper Eckert, John W. Masuchly tervei alapján az első digitális elektronikus gép, az ENIAC, 18 000 vákuumcsőből, 70 000 ellenállásból, 5 millió forrasztással. 30 tonnás, 160 kW-ot fogyaszt, 5000 összeadást vagy 400 szorzást tud végezni percenként, 10 jegyig számol, 20 regiszteres, 1000-szer gyorsabb, mint a Mark I. A gép MTBF-értéke 40 másodperc. Külső programvezérléssel (huzalozással) működik.

### 1946 a zenében
- február 8. – Philadelphiáben Ormándy Jenő vezényletével, Sándor György közreműködésével bemutatják Bartók Béla III. zongoraversenyét.[39]
- Leo Fender megalapítja a Fender hangszercéget
- Frank Sinatra: The Voice of Frank Sinatra

## Születések

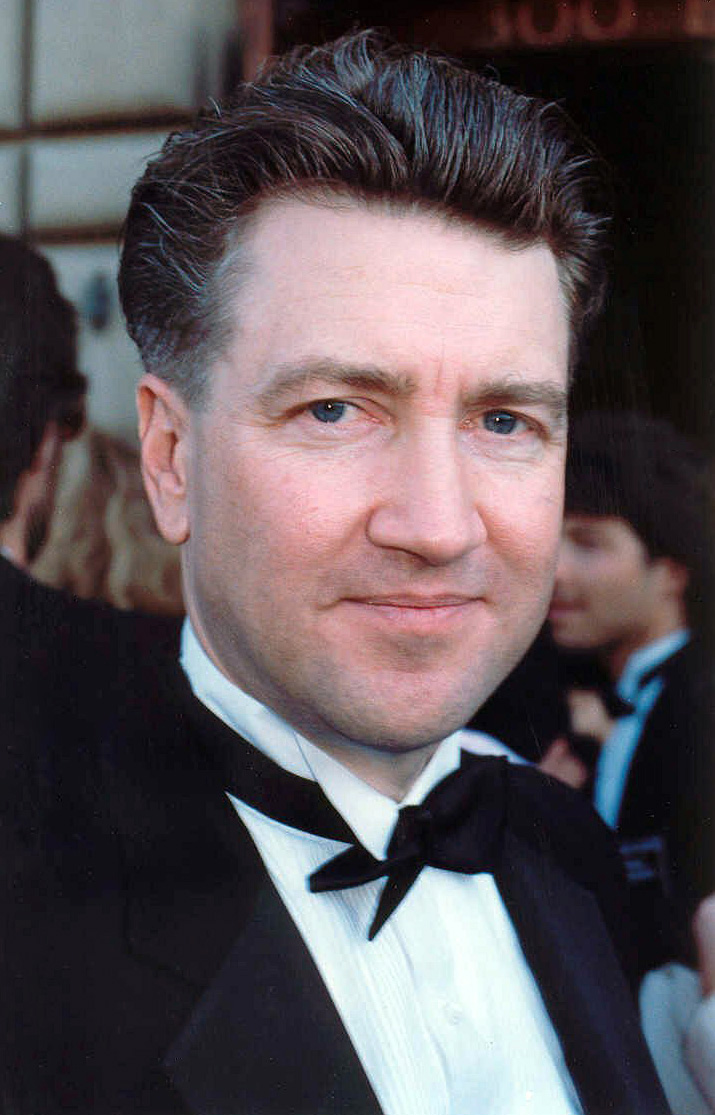
David Lynch

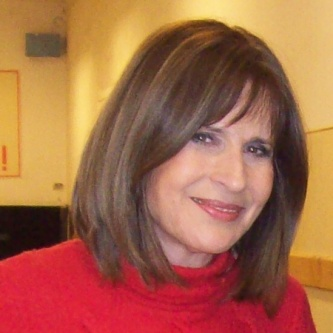
Koncz Zsuzsa

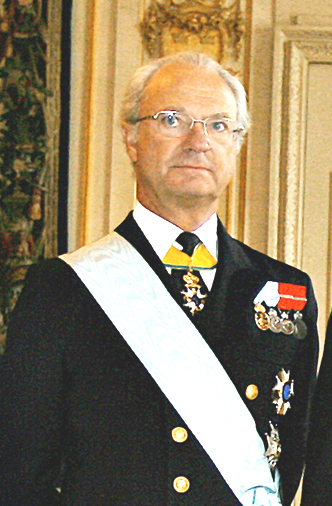
XVI. Károly Gusztáv

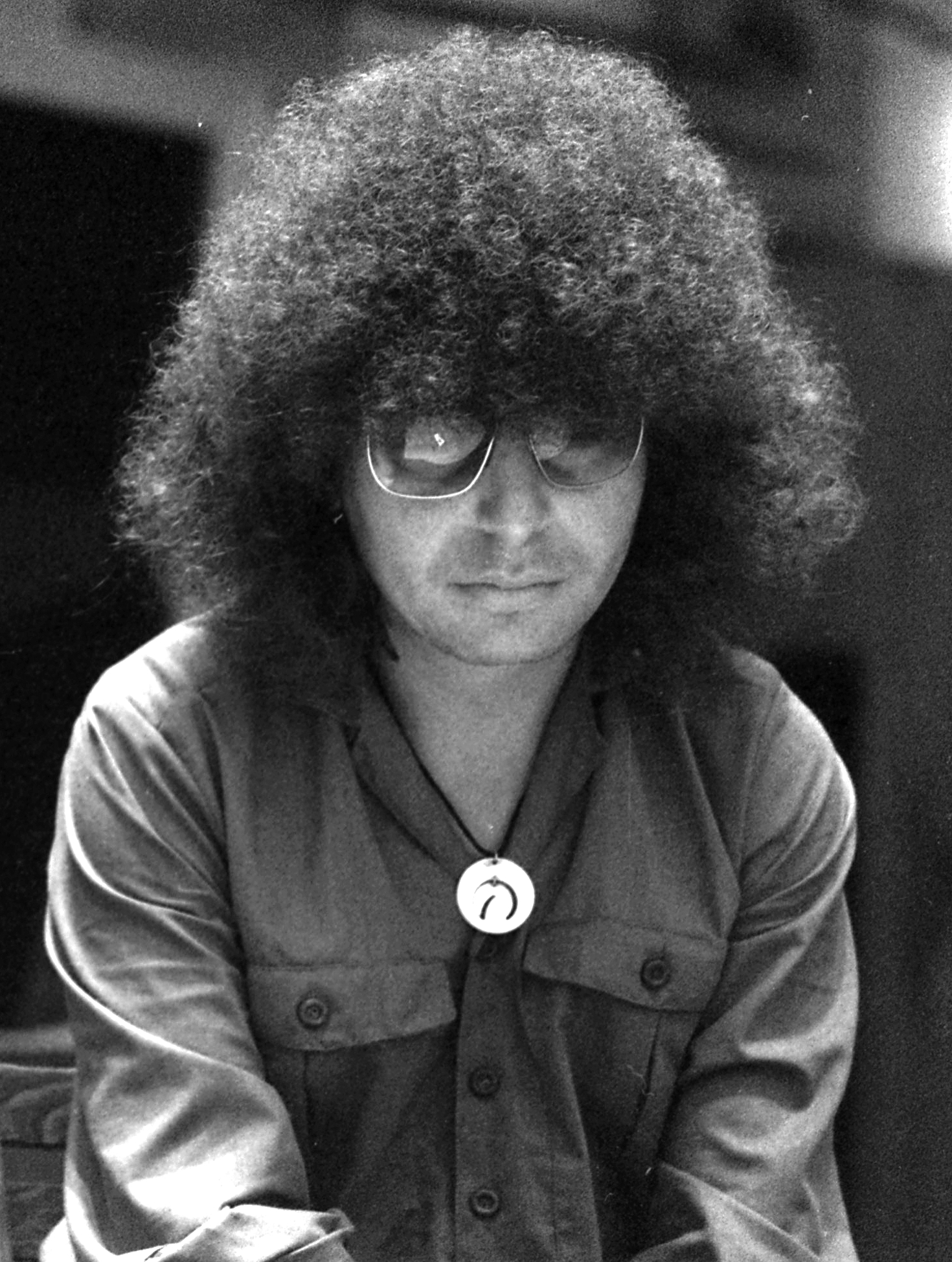
Demjén Ferenc

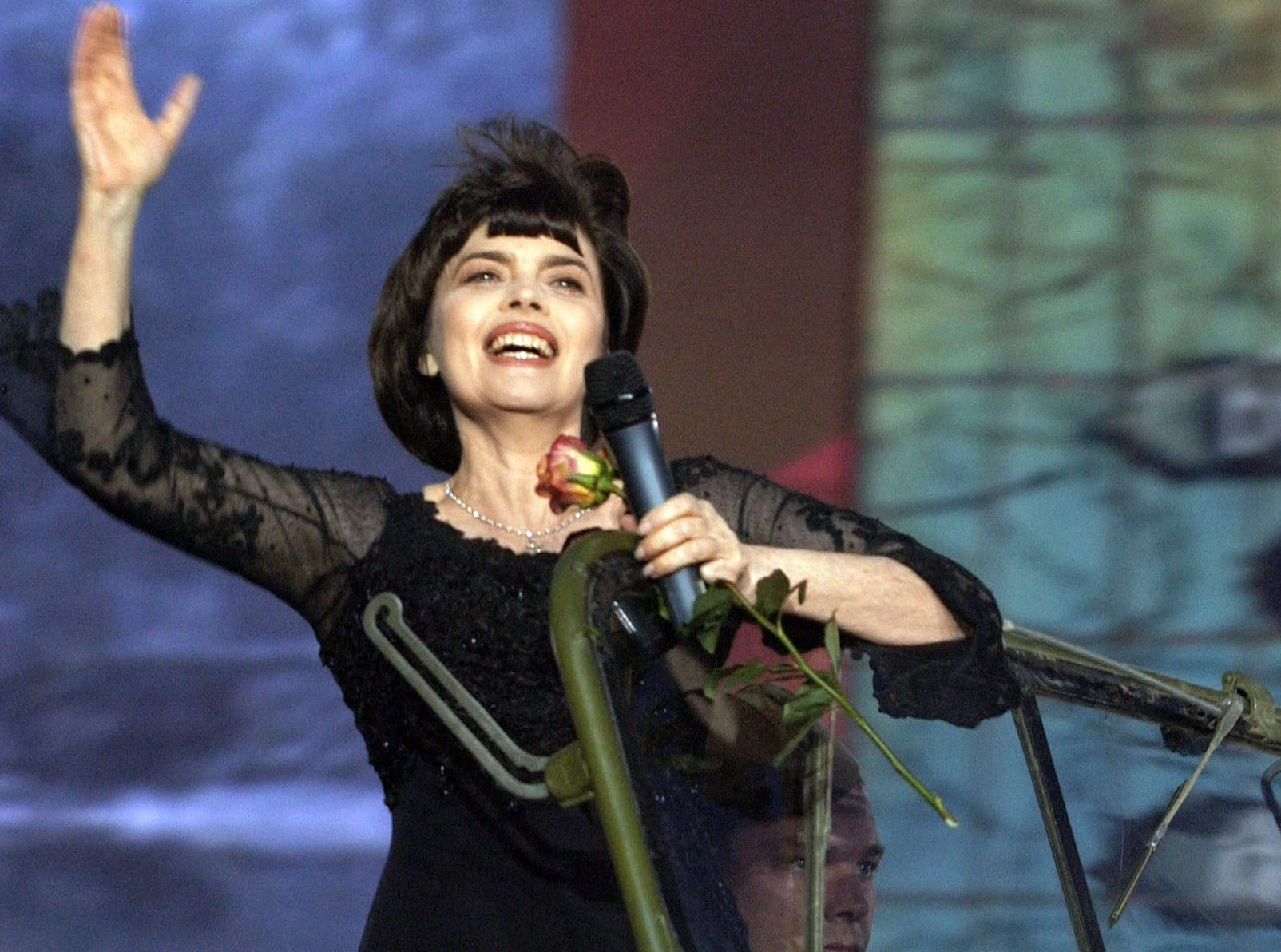
Mireille Mathieu

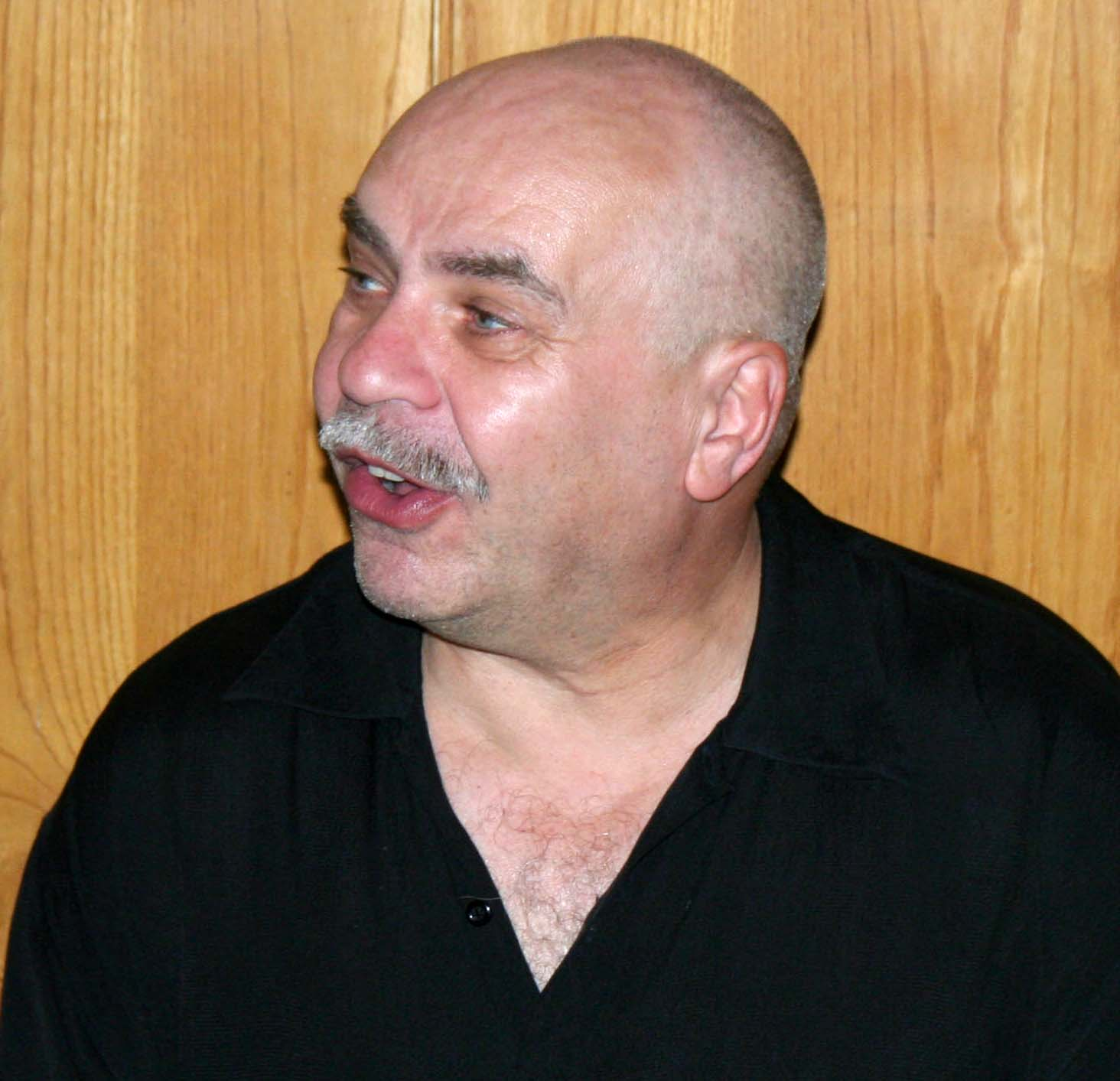
Markos György

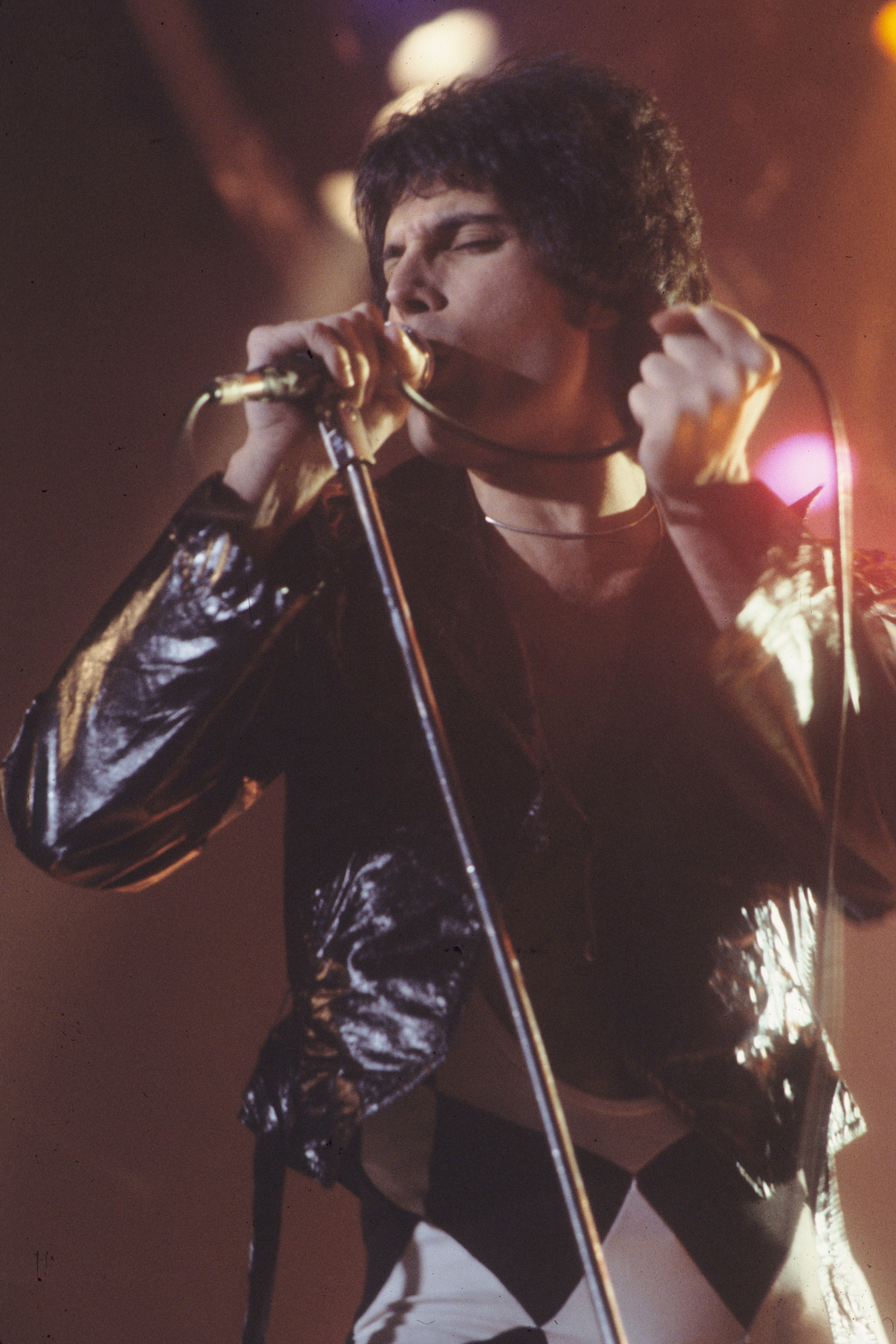
Freddie Mercury

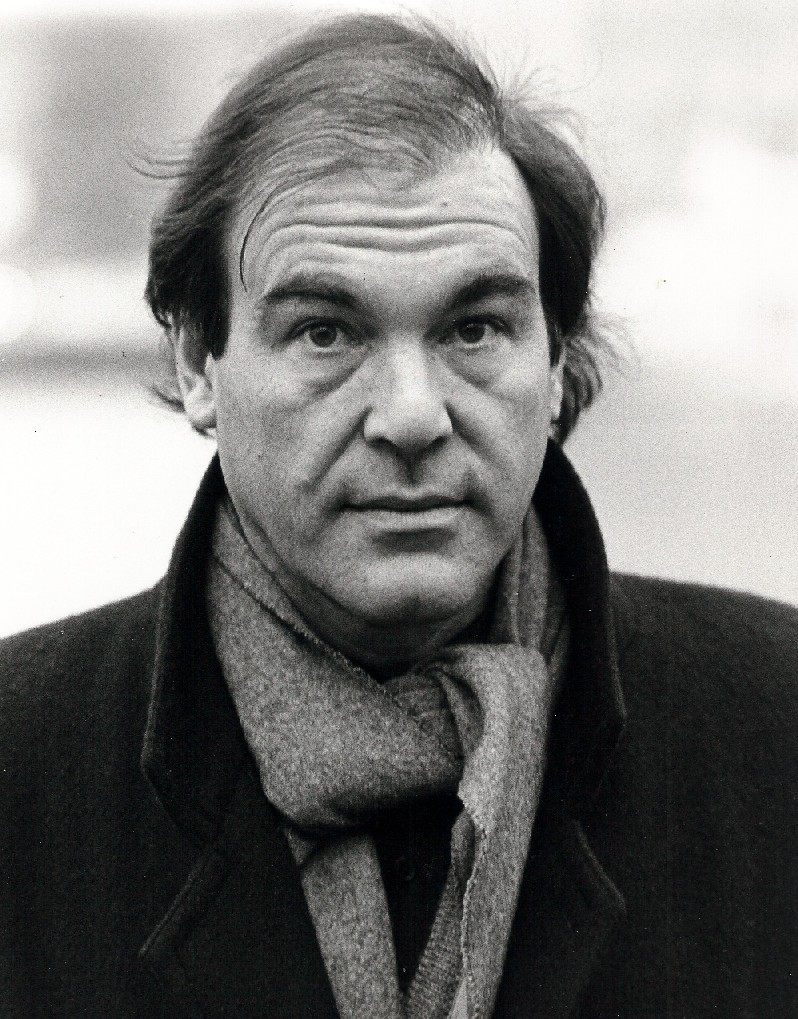
Oliver Stone

- január 5. – Diane Keaton, Oscar- és Golden Globe-díjas amerikai színésznő
- január 8. – Robby Krieger, amerikai gitáros
- január 14. – Nagy Feró, Kossuth-díjas magyar énekes, zenész, a Beatrice együttes tagja
- január 19. – Dolly Parton, amerikai country és popénekesnő
- január 20. – David Lynch, Arany Pálma-díjas amerikai filmrendező († 2025)[40]
- január 24. – Michael Ontkean, kanadai színész
- január 25. – Bereményi Géza, Kossuth-díjas magyar író, rendező
- január 25. – Pietru Pawlu Cremona domonkos szerzetes, máltai érsek
- január 26. – Várszegi Asztrik, püspök, pannonhalmi főapát
- február 10. – Jávori Ferenc, Kossuth-díjas magyar zenész, zeneszerző
- február 15. – Drozdik Orsolya, magyar grafikus
- február 18. – Németh Angéla, olimpiai bajnok atléta († 2014)
- február 18. – Helényi Tibor, grafikus, festőművész († 2014)
- február 21. – Alan Rickman, Golden Globe-díjas angol színész († 2016)
- február 26. – Jean Todt, a Scuderia Ferrari csapatfőnöke
- március 3. – Vári Attila erdélyi magyar író, költő († 2024)
- március 6. – David Gilmour, angol zenész, a Pink Floyd frontembere
- március 7. – Koncz Zsuzsa, Kossuth-díjas magyar énekesnő, előadóművész
  - Bessenyei Emma – magyar színésznő
- március 10.
  - Lóránt Zsuzsa, szobrászművész, műfordító
  - Venczel Vera, Jászai Mari-díjas magyar színésznő († 2021)
- március 12. – Liza Minnelli, amerikai színésznő
- március 19. – Bigas Luna, spanyol rendező és képzőművész († 2013)
- április 2. – Koltai Lajos, Kossuth-díjas magyar operatőr
- április 4. – Spiró György, Kossuth-díjas magyar író, költő, irodalomtörténész és műfordító
- április 19. – Osvát András, magyar forgatókönyvíró, dramaturg
- április 22. – Nicole Garcia francia színész, forgatókönyvíró, filmrendező
- április 30. – XVI. Károly Gusztáv svéd király
- május 16. – Robert Fripp, brit gitáros
- május 20. – Cher, amerikai énekesnő
- május 22. – George Best, északír Aranylabdás labdarúgó († 2005)
- június 5. – Aigner Szilárd magyar meteorológus († 2016)
- június 6.
  - Körmendi Lajos magyar író, költő, szerkesztő, a Nagykunság irodalmi életének kiváló szervezője († 2005)
  - Darvas Ferenc, magyar zeneszerző
- június 12. – Friedrich Ferenc, Munkácsy Mihály-díjas szobrászművész
- június 14. – Donald Trump, az USA 45. elnöke
- június 15. – Demis Roussos, görög énekes († 2015)
- június 22. – Kay Redfield Jamison amerikai pszichológus, pszichiáterprofesszor
- július 2. – Richard Axel amerikai tudós, aki a szaglás területén végzett munkásságáért 2004-ben Nobel-díjat kapott
- július 5. – Gerardus ’t Hooft, Nobel-díjas holland fizikus
- július 6.
  - Sylvester Stallone, amerikai filmszínész
  - George W. Bush, az USA 43. elnöke
- július 9. – Bon Scott, az AC/DC együttes énekese († 1980)
- július 10. – Sue Lyon amerikai színésznő († 2019)
- július 11. – Kun Miklós Széchenyi-díjas magyar történész
- július 12.
  - Sian Barbara Allen, amerikai színésznő
  - Ferjáncz Attila magyar raliversenyző, örökös magyar bajnok († 2016)
- július 14. – Vincent Pastore amerikai színész
- július 17. – Díner Tamás fotóművész
- július 18. – Holczreiter Sándor, olimpiai bronzérmes, háromszoros világbajnok súlyemelő († 1999)
- július 20. – Lendvai Ildikó magyar politikus, az MSZP volt elnöke
- július 22. – Markos György magyar humorista
- július 22. – Mireille Mathieu, világhírű francia énekesnő, sanzonénekesnő
- augusztus 3. – Hajas Tibor képzőművész, performer, költő († 1980)
- augusztus 19. – Bill Clinton, az USA 42. elnöke
- augusztus 23. – Bálint János kertészmérnök, egyetemi oktató
- augusztus 27. – John C. Mather, Nobel-díjas amerikai asztrofizikus
- szeptember 1. – Barry Gibb énekes, zeneszerző, a Bee Gees együttes tagja
- szeptember 5. – Freddie Mercury énekes († 1991)
- szeptember 7. – Olgierd Łukaszewicz, lengyel színész
- szeptember 15. – Oliver Stone amerikai filmrendező
- szeptember 15. – Tommy Lee Jones amerikai színész
- szeptember 28. – Benedek Miklós, Kossuth-díjas magyar színművész, a nemzet színésze († 2024)
- szeptember 29. – Kalmár Márton szobrászművész
- október 12. – Sárosi László, olimpiai bajnok vízilabdázó
- október 25. – Labancz Anna magyar ápolónő, a magyar kriminalisztika egyik leghírhedtebb, máig megoldatlan gyilkosságának áldozata († 1970)
- október 29. – Ihász Gábor magyar énekes, gitáros, zeneszerző († 1989)
- november 2. – Görgényi István, világbajnok vízilabdázó, edző
- november 3.
  - Döbrentei Kornél, író, költő, újságíró
  - Tom Savini, amerikai színész, rendező és maszkmester
- november 8. – Frenreisz Károly Kossuth-díjas magyar rockzenész, zeneszerző
- november 18. – Jack N. Green amerikai operatőr
- november 19. – Heller Tamás magyar színész
- november 20. – Duane Allman amerikai gitáros († 1971)
- november 21. – Andrew Davis amerikai filmrednező
- november 24. – Székhelyi József, Jászai Mari-díjas magyar színművész rendező, a Fészek Művészklub alelnöke († 2018)
- november 29. – Vuk Drašković jugoszláv politikus
- december 4. – Balázsovits Lajos Balázs Béla-díjas magyar színész, rendező, színigazgató, a nemzet színésze († 2023)
- december 5. – José Carreras spanyol operaénekes
- december 9. – Sonia Gandhi olasz származású indiai politikus
- december 14. – Jane Birkin brit származású francia énekesnő, színésznő († 2023)
- december 16. – Benny Andersson svéd billentyűs
- december 18. – Steven Spielberg amerikai filmrendező
- december 20. – Patti Smith amerikai énekesnő
- december 21. – Demjén Ferenc Kossuth-díjas magyar énekes, előadóművész
- december 29. – Marianne Faithfull brit énekesnő († 2025)[41]

## Halálozások
- január 2. – Pável Ágoston magyar és szlovén nyelven alkotó író, költő, néprajztudós, nyelvész (* 1886)
- január 10. – Bárdossy László miniszterelnök (kivégezték) (* 1890)
- február 1. – Törzs Jenő színművész (* 1887)
- február 3.
  - Margó Ede szobrász (* 1872)
  - Neuber Ede orvos, bőrgyógyász, higiénikus, az MTA tagja (* 1882)
- február 28. – Imrédy Béla miniszterelnök (kivégezték) (* 1891)
- március 12. – Szálasi Ferenc hungarista politikus, nemzetvezető (kivégezték) (* 1897)
- március 18. – báró Perényi Zsigmond, belügyminiszter (* 1870)
- március 26. – Barbu Știrbey román kormányfő (* 1872)
- április 1. – Kenéz Béla statisztikus, közgazdász, az MTA tagja, 1931–1932-ben kereskedelemügyi miniszter (* 1874)
- április 6. – Berze Nagy János néprajzkutató (* 1879)
- április 27. – Basch Ferenc Antal a magyarországi Volksbund vezetője (* 1901)
- május 2. – Kovarcz Emil nyilas politikus, tárca nélküli miniszter (* 1899)
- május 8. – Zombori Gyula(wd) Európa-bajnoki ezüstérmes birkózó, Zombori Ödön testvére (* 1903)
- június 1.
  - Ion Antonescu román katonatiszt, diktátor (kivégezték)[20] (* 1882)
  - Mihai Antonescu román katonatiszt (Jilaván kivégezték)[20] (* 1904)
- június 4. – Simonyi-Semadam Sándor politikus, miniszterelnök (* 1864)
- június 6. – Gerhart Hauptmann német drámaíró (* 1862)
- június 14. – John Logie Baird skót villamosmérnök, a televíziós műsorszórás egyik úttörője (* 1888)
- június 27. – Beke Manó magyar matematikus (* 1862)
- július 30. – Benkő Géza magyar jogász, vármegyei főügyész, országgyűlési képviselő (* 1880)
- augusztus 2. – Andrej Andrejevics Vlaszov, a Vörös Hadsereg tábornoka, aki a németekhez csatlakozott a második világháborúban (* 1901)
- augusztus 3. – Ignacy Matuszewski lengyel ezredes, budapesti nagykövet, kincstárügyi miniszter (* 1891)[42]
- augusztus 13.
  - Ábel Jakab kenus (* 1925)
  - Herbert George Wells angol író (* 1866)
- augusztus 22. – Sztójay Döme (* 1883)
- szeptember 10. – Halassy Olivér kétszeres olimpiai bajnok úszó (* 1909)
- október 2. – Cziáky Endre magyar gazdálkodó, kisgazda politikus, nemzetgyűlési képviselő (1945–1946) (* 1898)
- október 5. – gróf Bethlen István, Magyarország miniszterelnöke (* 1874)
- október 15. – Hermann Göring marsall, egykori náci vezető (öngyilkosság) (* 1893)
- október 16.
  - Alfred Jodl, eredeti nevén Alfred Baumgartner német tábornok, a Wehrmacht főparancsnoka, második világháborús bűnös (kivégezték) (* 1890)
  - Ernst Kaltenbrunner német SS-Obergruppenführer, második világháborús bűnös (* 1903)
  - Wilhelm Keitel német tábornok, a német tábornoki törzskar tagja, második világháborús főbűnös (* 1882)
  - Joachim von Ribbentrop német politikus, külügyminiszter, második világháborús főbűnös (* 1893)
  - Arthur Seyß-Inquart osztrák politikus. Több terület (Ostmark, Dél-Lengyelország, Hollandia) birodalmi helytartója. második világháborús főbűnös (* 1892)
- október 24. – Putnoky Móric magyar földbirtokos, főispán, titkos tanácsos, országgyűlési képviselő (* 1866)
- október 29. – Kéky Lajos irodalom- és színháztörténész, az MTA tagja (* 1879)
- november 5. – Feketehalmy-Czeydner Ferenc katonatiszt (kivégezték) (* 1890)
- november 21. – Gratz Gusztáv magyar újságíró, politikus, miniszter, közgazdasági és történetíró, az MTA levelező tagja (* 1875)
- november 24. – Moholy-Nagy László magyar fotográfus, konstruktivista festő, designer, a Bauhaus iskola kiemelkedő tanára, a kísérleti filmek egyik magyar úttörője (* 1895)
- december 7. – Makray Lajos pápai prelátus, címzetes prépost, országgyűlési képviselő (* 1886)
- december 10. – Nagy Lajos régész, művészettörténész, muzeológus, az MTA tagja (* 1897)
- december 14. – Fekete László magyar fényképész, filmoperatőr (* 1889)
- december – Szobolevszky Sándor(wd) Európa-bajnoki ezüstérmes ökölvívó (* 1907)

## Nobel-díjasok
- A Nobel-díjat a svéd Alfred Nobel alapította, 1901 óta adják át, melyet a Svéd Királyi Tudományos Akadémia ítél oda a tudomány, az irodalom és humanitárius területen kimagasló eredményt elért magánszemélyeknek, illetve intézményeknek.

| Fizikai            | Percy Williams Bridgman amerikai fizikus                                                 |
| Kémiai             | James Batcheller Sumner, John Howard Northrop, Wendell M. Stanley amerikai kémikusok     |
| Orvosi-fiziológiai | Hermann Joseph Muller amerikai biológus                                                  |
| Irodalmi           | Hermann Hesse svájci író                                                                 |
| Béke               | Emily Greene Balch amerikai szociológus, történész, John Mott amerikai metodista lelkész |